# 格蘭洛斯 (英國國會選區)
格蘭洛斯（英語：Glenrothes），英國國會蘇格蘭一郡選區，包括法夫一部。選區始創於2005年。
本區當區議員一直具工黨黨籍。首任議員約翰·麥杜格2008年過世後，林賽·羅伊在補選中保住議席。她在2010年大選中以62.3%選票守住議席。